# 罗戈洛
罗戈洛（義大利語：Rogolo），是意大利松德里奥省的一个市镇。总面积13平方公里，人口583人，人口密度44.8人/平方公里（2009年）。国家统计（ISTAT）代码为014056。